# Batalha de Setina
A batalha de Setina (em búlgaro: Битка при Сетина) ocorreu no outono de 1017 próximo da vila de Setina, no atual norte da Grécia, entre os exércitos do Primeiro Império Búlgaro e do Império Bizantino. O resultado foi uma vitória bizantina.

## Prelúdio
Em 1014, após décadas de guerra, o imperador bizantino] Basílio II Bulgaróctono (r. 960–1025) obteve uma vitória sob o imperador búlgaro Samuel (r. 997–1014) na batalha de Clídio. Samuel morreu de ataque cardíaco em 6 de outubro de 1014 e os bizantinos tomaram a oportunidade para penetrar fundo na Macedônia, o coração político do Império Búlgaro, e sitiaram um número de importantes cidades (Bitola, Prilepo, Edessa, Maglena). Após o novo imperador búlgaro João Vladislau (r. 1015-1018), que em 1015 assassinou Gabriel Radomir (r. 1014–1015), o filho e sucessor de Samuel, tentou sem sucesso fazer um acordo com Basílio II, ele organizou a defesa do país. Os búlgaros lideradas pelo imperador, Cracra de Pernik e Ivatz conseguiu retomar algumas cidades e castelos. Os bizantinos foram derrotados na batalha de Bitola (setembro de 1015) e no cerco de Pernik (verão de 1016).

## Guerra de 1017
Em 1017, Basílio II invadiu a Bulgária com um grande exército incluindo mercenários rus'. Seu objetivo foi a cidade de Castória que controlava a rota entre Tessalônica e a costa da moderna Albânia. Ele enviou partes de seu exército sob o comando de Constantino Diógenes e Davi Arianita para saquear a Pelagônia. O próprio Basílio II conseguiu capturar vários castelos búlgaros menores, mas todas as tentativas de sitiar Castória mantiveram-se fúteis.
Enquanto isso Cracra, o governador de Pernik e Sófia reuniu tropas para atacar o nordeste da Bulgária que estava sob o controle bizantino desde 1001. Ele tinha ordens de João Vladislau para negociar com os pechenegues uma campanha conjunta contra os bizantinos. Sob as novas das negociações, Basílio II retirou-se de Castória. Contudo, o contra-ataque búlgaro em direção a Mésia não ocorreu após os pechenegues se recusarem a apoiá-lo. Basílio II novamente invadiu a Bulgária e tomou a pequena fortaleza de Setina, localizada entre Ostrovo e Bitola ao sul do rio Cherna.
Os búlgaros sob o comando de João Vladislau marchou para o acampamento bizantino. Basílio II enviou fortes unidades sob Diógenes para repelir os búlgaros, mas as tropas do comandante bizantinos foram emboscadas e acuadas. Para salvar Diógenes, o imperador bizantino moveu-se com o resto de seu exército. Quando os búlgaros entenderam, eles retiraram-se perseguidos por Diógenes. De acordo com o historiador bizantino João Escilitzes, os búlgaros tiveram muitas baixas e 200 foram tomados prisioneiros.

## Rescaldo
A batalha de Setina não teve efeito sobre o resultado da guerra. Em janeiro de 1018, Basílio II retirou-se para sua capital Constantinopla. Os búlgaros atacaram o porto adriático de Dirráquio e após a morte de João Vladislau sob os muros da cidades, a resistência finalmente quebrou. No mesmo ano o Primeiro Império Búlgaro foi anexado pelo Império Bizantino. Em 1019, os bizantinos sitiaram os últimos redutos búlgaros.